# 4338-й год: Петербургские письма
«4338-й год: Петербургские письма» — утопический роман Владимира Одоевского, написанный в 1835 году. Это футуристический роман в эпистолярном стиле, события которого происходят в 4338 году — за год до того, как комета Биэлы столкнётся с Землёй согласно расчётам 1820-х годов (хотя комета позже сгорела, последний раз её наблюдали в 1852 году).
Роман был первоначально задуман как третья часть трилогии, в которой также описывалась Россия времён Петра Первого и современный автору период 1830-х годов. Первая часть не была написана, а вторая и футуристическая части остались незавершёнными. Фрагменты были опубликованы при жизни автора в 1835 (Московский наблюдатель ч. 1, стр. 55 — 69, под псевдонимом «В. Безгласный») и 1840 (альманах Владимира Владиславлева «Утренняя заря», СПб., стр. 307—352, за подписью «кн. В. Одоевский») годах, полная версия опубликована в 1926 году (издательство «Огонёк») уже после смерти автора.

## О романе
Утопия представляет особый интерес — ещё в 1912 году на неё обратил внимание литературовед Павел Сакулин. Уже в советский период книгой заинтересовался Орест Цехновицер, который составил по архивным рукописям и отредактировал полное издание 1926 года, а также написал вступительную статью к нему. Литературоведы указывают, что столь большая отдалённость прогноза (на 2500 лет вперёд) обусловлена медленным темпом жизни, характерным для времён Одоевского.

## Сюжет
Главный герой романа — современник Одоевского, который с помощью «месмерических опытов» входит в сомнамбулическое состояние и переносится в 4338 год в тело путешествующего по России китайского студента Ипполита Цунгуева. Сначала он перемещается на «электроходе» по туннелям от Гималаев к Каспию, затем от Ерзурума летит через Константинополь в Петербург на «гальваностате». Свои заметки он в 7 письмах отсылает своему другу Лингину в Пекин. Цунгуев поселяется в Гостинице, посещает в сопровождении господина Хартина Кабинет Редкостей, крытые сады Пулковской горы (где принимает «магнетическую ванну») и заседание Академии, где обсуждается грядущее падение кометы.

## Технологические прогнозы
По Земле люди путешествуют на «электроходах» по туннелям (упомянут Гималайский и Каспийский туннель), возможны и воздушные путешествия на «аеростатах» и «гальваностатах» («воздушных кораблях»). Освещение осуществляется «гальваническими фонарями». Изображения запечатлеваются с помощью «камер-обскур». Для передачи информации на большие расстояния используется телеграф. Также описаны такие технологические достижения, как космические путешествия, управление климатом и возможность ксерокопирования, галлюциногены и сыворотки правды в форме газообразных напитков.

### Освоение Луны
В отличие от современных автору писателей и других авторов XIX столетия, у Одоевского Луна не населена и осваивается землянами в геологическом отношении.
 Hашли способ сообщения с Луною: она необитаема и служит только источником снабжения Земли разными житейскими потребностями, чем отвращается гибель, грозящая земле по причине её огромного народонаселения. Эти экспедиции чрезвычайно опасны, опаснее, нежели прежние экспедиции вокруг света; на эти экспедиции единственно употребляется войско. Путешественники берут с собой разные газы для составления воздуха, которого нет на Луне. 

### Предсказания удалённого общения
В романе предсказано появление возможности удалённого непосредственного общения: «между знакомыми домами устроены магнетические телеграфы, посредством которых живущие на далёком расстоянии общаются друг с другом». Также говорится о «домашних газетах», издающихся «во многих домах, особенно между теми, которые имеют большие знакомства»: этими газетами «заменяется обыкновенная переписка», в них «помещаются обыкновенно извещение о здоровье или болезни хозяев и другие домашние новости, потом разные мысли, замечания, небольшие изобретения, а также и приглашения, когда же бывает зов на обед, то и le menu». В 2005 году на этот факт обратил внимание прессы блогер Иван Дежурный, с его подачи пресса назвала это предсказанием Интернета и блогов.

## Геополитические прогнозы
В воображаемом будущем Россия и Китай являются центрами мировой силы. Москва и Петербург соединились в один город с «хрустальными крышами». От Кремля остались лишь «величественные остатки». Лучшая часть города и «дом первого министра» расположены «близ Пулковой горы». Размеры России таковы, что Одоевский пишет о «русском полушарии». Китайский путешественник оказывается в России, преодолев на электроходе «Ерзерумские башни». Китай представлен как великая страна со столицей в Пекине под управлением императора, которая сражается с «одичавшими американцами» и перенимает «русские манеры» (платье, обычаи, дома, литература).
Согласно заметкам в архиве Одоевского, историческую перспективу он видел в разделении истории на 3 периода:
- Древняя — от начала мира до нашей эры.
- Средняя — от начала нашей эры до разделения мира на Китай и Россию.
- Ныне — от разделения мира до наших времён.

Россия и Китай объединяют свои усилия, чтобы избежать столкновения Земли с кометой.

## Общество
Общество будущего дифференцировано: есть «простые ремесленники», но есть и «высшее общество», состоящее из министров (астрономии, гальваностатики, воздушных сил, юстиции, философии, изящных искусств) и сановников. Впрочем, «высшее общество» отбирают из «отличнейших учеников», которые затем обучаются в «Училище государственных людей». Почётное место занимает в обществе Академия.

## Мода
Китайского путешественника удивляет холодная молчаливость петербургских модников («фешионабли»). Дамы одеты в платья с фестонами «из эластичного горного хрусталя разных цветов», причём в платья были «заплавлены» «металлические кристаллизации», растения, бабочки и жуки. Мужчины одеты в «стеклянные епанчи». Из забав будущего Одоевский упоминает игру на клавишном «гидрофоне», выращивание карликовых лошадей, «магнетические ванны» (аналог гипнотических сеансов) и заменяющие вино графины с «ароматной смесью возбуждающих газов».